# Sarah-Jane Hutt
Sarah-Jane Hutt (n. 3 octombrie 1964, Poole, Anglia, Regatul Unit) este un fost fotomodel britanic. Ea a fost a cincea Miss Marea Britanie și a câștigat în 1983 concursul de frumusețe Miss World.
A refuzat să recunoască faptul că ea a fost cea mai frumoasă dintre candidate, iar unii dintre concurenții nemulțumiți au fost de aceași părere.
Hutt a fost elevă la Școala Mountbatten din Romsey (Hampshire).